# (5246) Migliorini
(5246) Migliorini est un astéroïdede la ceinture principale  aréocroiseur.

## Description
(5246) Migliorini est un astéroïde aréocroiseur. Il présente une orbite caractérisée par un demi-grand axe de 2,22 UA, une excentricité de 0,28 et une inclinaison de 5,6° par rapport à l'écliptique.

## Compléments